# كونستانتينوس كارالامبيديس
كونستانتينوس كارالامبيديس (بالتركية: Konstandinos Haralambidis)‏ (مواليد 25 يوليو 1981 في نيقوسيا) لاعب كرة قدم قبرصي دولي يجيد اللعب في خط الوسط. يلعب حاليًا لصالح نادي أبويل القبرصي منذ 2008.

## مسيرته الكروية
لعب كونستانتينوس كارالامبيديس خلال مسيرته الاحترافية مع 5 أندية في ثلاثة وعشرون موسمًا وسجل خلالها 72 هدفًا ضمن 434 مباراة. حيث فاز في خمسة مواسم بالكأس وفي ثمانية مواسم بالدوري.
خاض كونستانتينوس كارالامبيديس مسيرته مع نادي أبويل في موسم 1998–99 في المرة الأولى ليلعب معه سبعة مواسم ثم في موسم 2007–08 ليلعب معه تسعة مواسم، مشاركًا طوالها في 340 مباراة سجل خلالها 66 هدفًا. ثم انتقل إلى نادي باناثينايكوس في موسم 2004–05 واستمر معه طيلة ثلاثة مواسم، حيث شارك في 44 مباراة سجل خلالها هدفًا واحدًا. لينتقل بعدها إلى نادي باوك في موسم 2006–07 لمدة موسم واحد، مشاركًا في 16 مباراة سجل خلالها هدفًا واحدًا أيضًا. ثم انتقل إلى نادي أيك لارنكا في موسم 2016–17 ولمدة موسمين، مشاركًا في 22 مباراة سجل خلالها 3 أهداف.

## روابط خارجية
- كونستانتينوس كارالامبيديس على موقع الاتحاد الأوربي (الإنجليزية)
- كونستانتينوس كارالامبيديس على موقع قاعدة بيانات كرة القدم.إي يو (الإنجليزية)
- كونستانتينوس كارالامبيديس على موقع ناشيونال فوتبول تيمز (الإنجليزية)
- كونستانتينوس كارالامبيديس على موقع Soccerway.com (الإنجليزية)
- كونستانتينوس كارالامبيديس على موقع عالم كرة القدم.نت (الإنجليزية)
- كونستانتينوس كارالامبيديس على موقع AS.com (الإسبانية)